# Livedoor
livedoor Co., Ltd. (株式会社ライブドア) est une société japonaise spécialisée dans la fourniture d'accès à Internet. Opérant un portail Web, elle est considérée comme l'un des plus grands succès japonais dans le monde d'Internet.
En janvier 2006, son fondateur et principal actionnaire, Takafumi Horie, est au centre d'une enquête sur des manipulations boursières le touchant. Cette enquête a incité plusieurs petits actionnaires de Livedoor à vendre le titre immédiatement, ce qui a causé une panne importante de la bourse de Tōkyō.
En avril 2009, Livedoor a été racheté par NHN Japan.